# Albert Hofmann
Albert Hofmann (født 11. januar 1906, død 29. april 2008) var en schweizisk kemiker, der især er kendt som den første, der fremstillede LSD. Han skrev en lang række videnskabelige artikler og bøger, herunder en med titlen LSD – Wonder drug and Problem child.

## Opvækst og virke
Albert Hofmann blev født i Baden i Schweiz og studerede kemi ved universitetet i Zürich (UZH). Her interesserede han sig især for dyr og planters kemi, og han kom blandt andet til at foretage vigtig forskning i den kemiske struktur af kitin, et stof, der er et grundmateriale i svampe og visse dyr, f.eks. insekter.
Han er dog i offentligheden mest kendt for at være den første der fremstillede LSD. Det skete, mens han var ansat ved medicinvirksomheden Sandoz (nu Novartis) i Basel, hvor han arbejdede med på at udtrække forskellige stoffer af svampe og skilla til brug i medicin. I 1938 fremstillede han første gang LSD-25, hvilket dog ikke fik nogen større betydning i første omgang. Fem år senere, 16. april 1943, besluttede han at se lidt nærmere på dette stof, og i den anledning kom han til at indtage en smule af stoffet. Således opdagede han ved et tilfælde LSD's voldsomme effekter. Nogle dage senere forsøgte han mere bevidst at indtage stoffet, og derpå udførte han sammen med kolleger en serie eksperimenter på sig selv. Efterfølgende skrev han en artikel om sine erfaringer.
Senere blev Hofmann leder af afdelingen for naturprodukter i Sandoz, og det gav ham mulighed for at studere beslægtede stoffer. Han blev blandt andet interesseret i nogle hallucigenfremkaldende stoffer i en art mexicanske champignoner (Psilocybe mexicana), der blev brugt af lokale indianere. Her fandt han frem til og udvandt stoffet psilocybin. Også frø af Turbina corymbosa (en plante i Snerlefamilien) gav LSD-lignende virkninger ved indtagelse, og han fandt en tæt kemisk sammenhæng mellem de to stoffer. 
Det var Hofmanns opfattelse, at LSD var "medicin for sjælen", og han var frustreret over det verdensomspændende forbud mod brug af det, der gjorde det til umuligt at anvende som psykofarmaka. Han var med på, at stoffet er farligt i forkerte hænder, men mente, at det kunne være gavnligt ved visse psykiske sygdomme.